# Vicente Sánchez
Vicente Martín Sánchez Bragunde (Montevideo, 7 december 1979) is een Uruguayaans voetballer die bij voorkeur als aanvaller speelt. Hij verruilde in 2013 Club Nacional de Football voor Colorado Rapids. In 2001 debuteerde hij in het Uruguayaans voetbalelftal.
Sánchez, een zoon van een buschauffeur, leerde voetballen op straat. Hij tekende in 2013 voor Colorado Rapids. Eerder was hij actief voor Tacuarembó FC, Nacional Montevideo, Club Toluca en Schalke 04.